# فلورنسا كاي
فلورنسا كاي (بالإنجليزية: Florence Kaye)‏ هي ملحنة وكاتبة غنائية أمريكية، ولدت في 19 يناير 1919، وتوفيت في 12 مايو 2006.

## وصلات خارجية
- فلورنسا كاي على موقع IMDb (الإنجليزية)
- فلورنسا كاي على موقع ميوزك برينز (الإنجليزية)
- فلورنسا كاي على موقع قاعدة بيانات برودواي على الإنترنت (الإنجليزية)
- فلورنسا كاي على موقع ديسكوغز (الإنجليزية)
- فلورنسا كاي على موقع ديسكوغز (الإنجليزية)